# سيمون فيشر (عالم وراثة)
سيمون فيشر (بالإنجليزية: Simon Fisher)‏ هو عالم وراثة وعالم أعصاب بريطاني، ولد في 19 أغسطس 1970 في لندن في المملكة المتحدة.